# Hernandia nukuhivensis
Hernandia nukuhivensis là một loài thực vật thuộc họ Hernandiaceae. Đây là loài đặc hữu của Polynésie thuộc Pháp.